# 데이브 론트리
데이브 론트리(Dave Rowntree, 1964년 5월 8일 ~ )는 잉글랜드의 음악가이다. 영국의 록 밴드 블러의 드러머로 알려져 있다.